# TL-599
TL-599は、化学兵器として開発された神経剤（カーバメート剤）。別名SB-8。